# Synagoge (Rijeka)

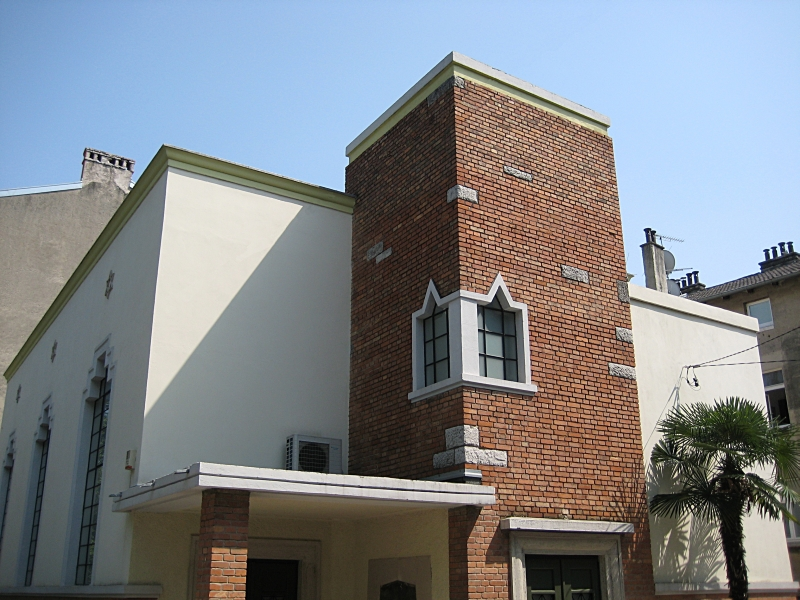
Synagoge in Rijeka

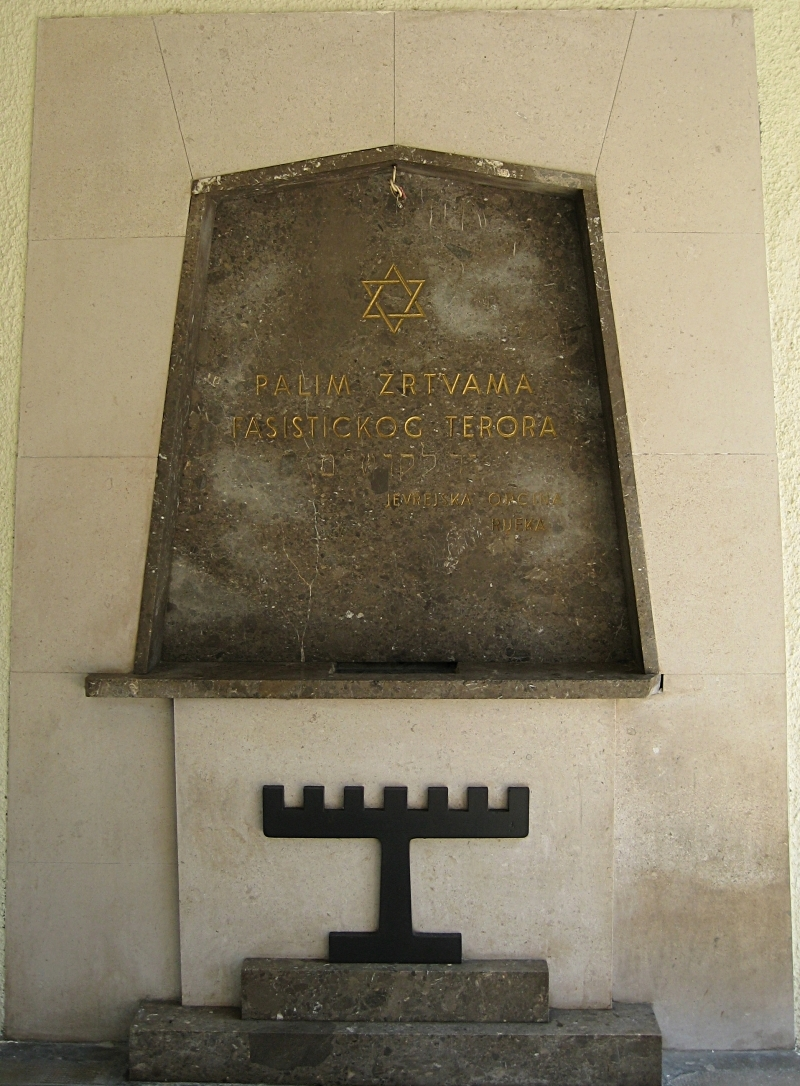
Gedenktafel am Eingang zur Synagoge in Rijeka

Die Synagoge von Rijeka ist eine von insgesamt drei Synagogen in Kroatien, die den Zweiten Weltkrieg unbeschädigt überstanden. Nach einer notwendigen Gesamtrestaurierung wurde die Synagoge feierlich im Jahre 2008 eröffnet. Die Synagoge ist das Zentrum der Jüdischen Gemeinde Rijeka und des jüdischen Glaubens in der kroatischen Hafenstadt Rijeka. Sie ist ein bedeutendes Kulturdenkmal der Stadt Rijeka.

## Geschichte
Die Synagoge von Rijeka wurde durch die Initiative des Bundes Orthodoxer Israeliten im Jahre 1930 errichtet. Die Baupläne stammten von den Architekten Győzo Angyal und Pietro Fabbro. Dem getätigten Baustil nach, wurden wenige Verzierungen und Symboliken an der Außenfront der Synagoge angebracht. Die Stilepoche der Moderne überzeugt in einfacher architektonischer Linienführung mit Einflüssen des mediterranen Baustils. Ihr Äußeres besticht wiederum durch die Symbiose und Koloration des Steinkomplexes und den beim Bau verwendeten Backsteinen. Im Innenraum der Synagoge befinden sich ein Vorraum und der Gottesdienstraum, der in drei Abschnitte eingeteilt ist. Je drei Fenster befinden sich an den Seiten des Gotteshauses und an dem Balkon für die Frauen, mit eigenem Eingang in das Gotteshaus. In Kroatien gab es insgesamt 79 Synagogen, davon 23 in vollster Funktion. Heutzutage sind neben der Synagoge in Rijeka, die Synagogen in Split und Dubrovnik in originaler Funktion erhalten. Die erhaltene und renovierte Synagoge von Rijeka befindet sich in der Ulica Ivana Filipovića 9.
Eine größere Synagoge befand sich auf der Straßenkreuzung von Cambierieve, dem Kapuzinerplatz und der Zagrad-Straße im Zentrum von Rijeka. Sie wurde 1903 errichtet. Zu der Zeit zählte die Jüdische Gemeinde Rijeka 2.500 Gemeindemitglieder. Sie wurde durch die Nazis im Jahre 1944 zerstört.

## Restaurierung
1993 wurde mit der Restaurierung der Synagoge von Rijeka begonnen. Es waren Mängel am Dach festzustellen. Die Finanzierung des Daches übernahm die Stadtverwaltung Rijeka. Dadurch wurde der Verfall des Gesamtobjektes aufgehalten. Auch die Grabkapelle im Zusammenhang mit dem Jüdischen Friedhof Kozala wurde durch die Stadtverwaltung saniert. Die Synagoge, als Kulturdenkmal und Kulturgut, wurde durch die Abteilung Denkmalpflege der Stadt Rijeka nach einem erstellten Elaborat und der damit eingehenden Prüfung der Gesamterneuerung restauriert. Das Projekt finanzierte die Stadt Rijeka. 2004 wurde zunächst der sakrale Teil der Synagoge erneuert, da dieser Bereich der Synagoge den Hauptsitz der Jüdischen Gemeinde darstellt und sich dort das gläubige Gemeindeleben abspielt. Danach wurden die Außenfassade und der Synagogenvorplatz erneuert. In den Jahren 2007 und 2008 wurde die Ausgestaltung des Synagogenvorplatzes, der Gemeinderäume und des Balkons abgeschlossen.

## Eröffnung
Der Vorsitzende der Jüdischen Gemeinde Rijeka, Vlado Kon, äußerte sich bei der Neueröffnung der Synagoge im Jahre 2008 wie folgt:

„Nicht nur das strukturelle und politische System haben die Restaurierung ermöglicht. Es gab dabei auch viel Enthusiasmus Einzelner, die mehr einbrachten als sie konnten. Diese Synagoge ist nicht nur ein Ort des Glaubens und des Gebets, hier findet der Ablauf des gesamten Gemeindelebens der Jüdischen Gemeinde Rijeka statt.“